# Papużka falista
Papużka falista (Melopsittacus undulatus) – gatunek małego ptaka z podrodziny dam (Loriinae) w rodzinie papug wschodnich (Psittaculidae). Występuje w Australii, głównie jej interiorze. Nie jest zagrożona wyginięciem.

## Taksonomia

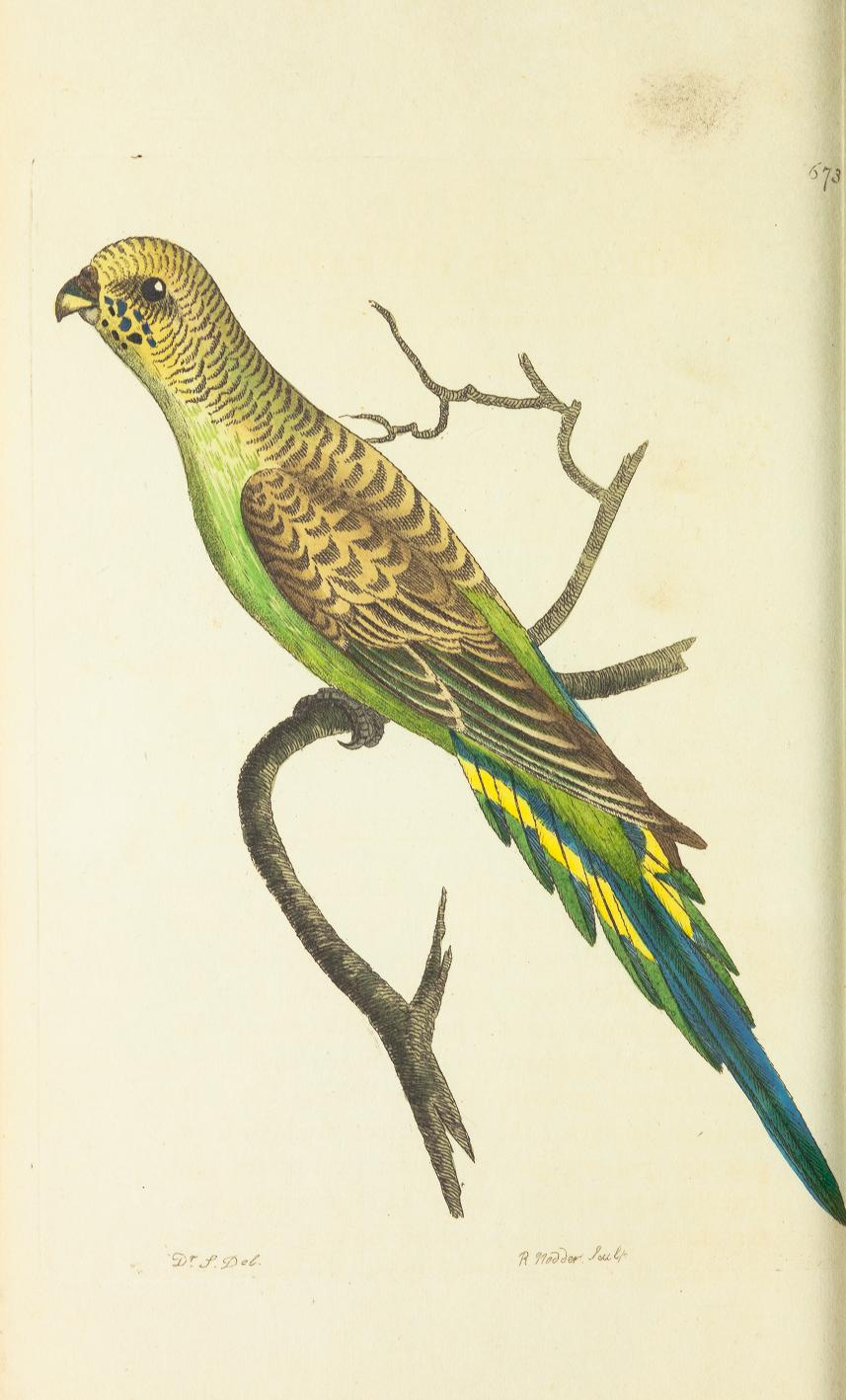
Tablica barwna załączona do pierwszego opisu

Po raz pierwszy gatunek opisał George Shaw w 1805 w 16. tomie The naturalists’ miscellany. Do opisu, zawierającego wyłącznie informacje o upierzeniu, załączona była tablica barwna opatrzona numerem 673. Autor nadał nowemu gatunkowi nazwę Psittacus undulatus. Obecnie (2020) Międzynarodowy Komitet Ornitologiczny (IOC) umieszcza papużkę falistą w monotypowym rodzaju Melopsittacus. Potem nazwy tej użył John Gould w 5. tomie The Birds of Australia. IOC uznaje papużkę falistą za gatunek monotypowy, opisano jednak dwa podgatunki. Obydwa wyodrębnił Gregory Macalister Mathews w 1912; spostrzeżeniami podzielił się na łamach Novitates Zoologicae. Za cechy diagnostyczne wskazał jaśniejsze upierzenie, zwłaszcza szyi i grzbietu, a ciemniejsze na spodzie ciała (w przypadku przedstawicieli M. u. intermedius) i upierzenie ogółem jaśniejsze u przedstawicieli M. u. pallidus.

### Nazewnictwo
Nazwa rodzajowa Melopsittacus wywodzi się od dwóch greckich słów – melos – pieśń, nuta i psittakos – papuga. Epitet gatunkowy pochodzi od łacińskiego słowa undulatus – prążkowany. We współczesnym języku angielskim papużka falista zwie się Budgerigar. Gould odnotował, że kolonialiści nazywali te ptaki Canary Parrots albo Scolloped Parrot (w okolicach Adelaide), a aborygeni z Liverpool Plains (południowo-zachodnia Nowa Południowa Walia) – Betcherrygah. W czasach kolonialnych funkcjonowało wiele innych nazw, między innymi Warbling Grass-parrot, Zebra Parrot, Shell Parrot, Scallop Parrot i Love-bird. Obecna nazwa Budgerigar stanowi zniekształcenie słowa Betcherrygah, które w języku aborygenów znaczy „dobre jedzenie” lub „dobry ptak”.

### Zapis kopalny
Boles (1998) wspomina o datowanych na pliocen skamieniałych szczątkach z Riversleigh (Queensland), które przypisano papużce falistej (skamieniałości obejmują lewy carpometacarpus, dwa fragmenty carpometacarpus z końca bliższego ciału i prawie kompletny skok).

### Genetyka
Kariotyp papużki falistej opisano po raz pierwszy w 1984, wraz z kariotypem 6 innych gatunków papug; 2n=62, występuje 28 makrochromosomów (w tym chromosomy płci) i 34 mikrochromosomy. Chromosomy Z i W są submetacentryczne. Większość odmian barwnych papużek falistych wyhodowanych do lat 80. XX wieku występuje dzięki mutacjom pojedynczego genu.

## Morfologia
Długość ciała: 18–20 cm
Rozpiętość skrzydeł: 25–35 cm
Masa ciała: 26–60 g
Wymiary dla nieznanej liczby osobników: długość skrzydła: 93–104 mm, długość ogona: 88–103 mm, długość górnej krawędzi dzioba: 9–11 mm, długość skoku: 13–15 mm. Dalszy opis dotyczy ptaków dzikich. Występuje sezonowy dymorfizm płciowy; woskówka jest ogółem niebieska, u samic w okresie lęgowym zmienia barwę na brązową. Ciemię w tylnej części jest żółte, w tyle czoła i na pokrywach usznych występują drobne, czarne prążki. Pióra w górnej części grzbietu mają czarne środki, a żółte krawędzie, co nadaje im łuskowaty wygląd. Obszar od dolnej części grzbietu po pokrywy nadogonowe jaskrawozielone. Pokrywy skrzydłowe mniejsze i średnie ubarwione jak pióra w górnej części grzbietu. Pokrywy skrzydłowe większe również mają żółte krawędzie, ale wnętrza czarne lub zielone. Lotki czarne z żółtozielonymi krawędziami. Przez ich środek przebiega żółty pas. Pokrywy podskrzydłowe zielone. Broda i gardło żółte, po bokach brody występują fioletowe plamki i rzędy czarnych prążków. Pozostałą część spodu ciała porastają pióra jasnozielone. Sterówki jaskrawe, niebiesko-zielone, blisko zewnętrznych sterówek przebiegają żółte pasy.

## Zasięg występowania

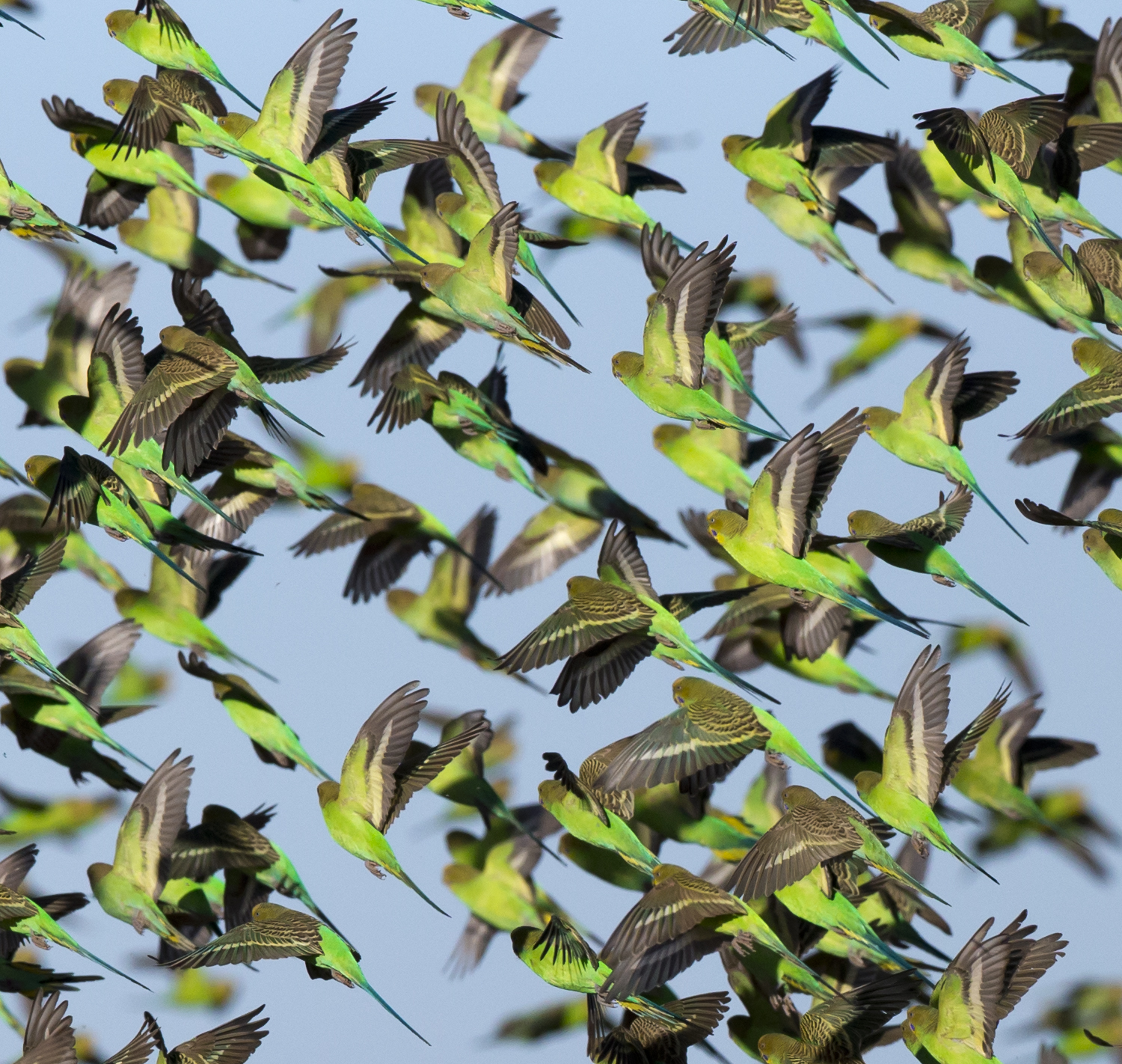
Stado papużek falistych, region Pilbara

Papużki faliste występują w Australii, głównie w jej interiorze; poza obrzeżami nie występują także na półwyspie Jork. Prowadzą nomadyczny tryb życia, więc zasięg zmienia się. Próbowano, z niepowodzeniem, introdukować papużki faliste do wielu regionów świata, w tym do Południowej Afryki, Wielkiej Brytanii, Japonii, Hongkongu, Portoryko, Brazylii, Szwajcarii, Kolumbii, na Wyspy Towarzystwa, Nową Zelandię i do Omanu. Wprowadzona populacja przeżyła na Florydzie.

## Ekologia i zachowanie
Środowiskiem życia papużek falistych są różnorodne środowiska w pustynnych rejonach Australii. Zamieszkują obszary trawiaste porośnięte trawami Triodia, Eucalyptus gracilis i mulgą z Acacia aneura oraz nadrzeczne zadrzewienia i tereny rolnicze. Papużki faliste żerują na ziemi, żywią się ziarnem. Zbierają się przy wodopojach w dużych liczbach sięgających 15 tysięcy osobników. Papużki żyjące w niewoli w pewnej ptaszarni piły dziennie 3–5 ml na ptaka. Najaktywniejsze są wcześnie rano. Lot prosty i gwałtowny. Papużki faliste żyją w stadach. Dzikie osobniki są trudne do badania. Przynajmniej w stadach żyjących w niewoli samice dominują nad samcami i są bardziej agresywne wobec innych papużek niż samce. Samce są bardziej towarzyskie; często wraz z innymi zachowują się, jak gdyby kopulowały z samicami. Przypuszczenie, jakoby miało to pomagać młodym samcom, ćwicząc ich w nawiązywaniu relacji z mało towarzyskimi samicami, okazało się nieprawdziwe. Podobnie jak u ptaków wróblowych, u papużek falistych również występuje pieśń. Jest melodyjna i wielosylabowa, trwa do kilku minut. Przeważnie odzywają się nią samce podczas zalotów wobec samic, niekiedy jednak śpiewają same lub komunikując się z innymi samcami. Głos kontaktowy jest krótki (100–300 ms) i ma wąski zakres częstotliwości (2–4 kHz). Wyniki badań na 23 żyjących w niewoli papużkach falistych wspierają tezę, jakoby u papużek falistych miały być zaznaczone typy osobowości (od śmiałych po nieśmiałe).

### Lęgi

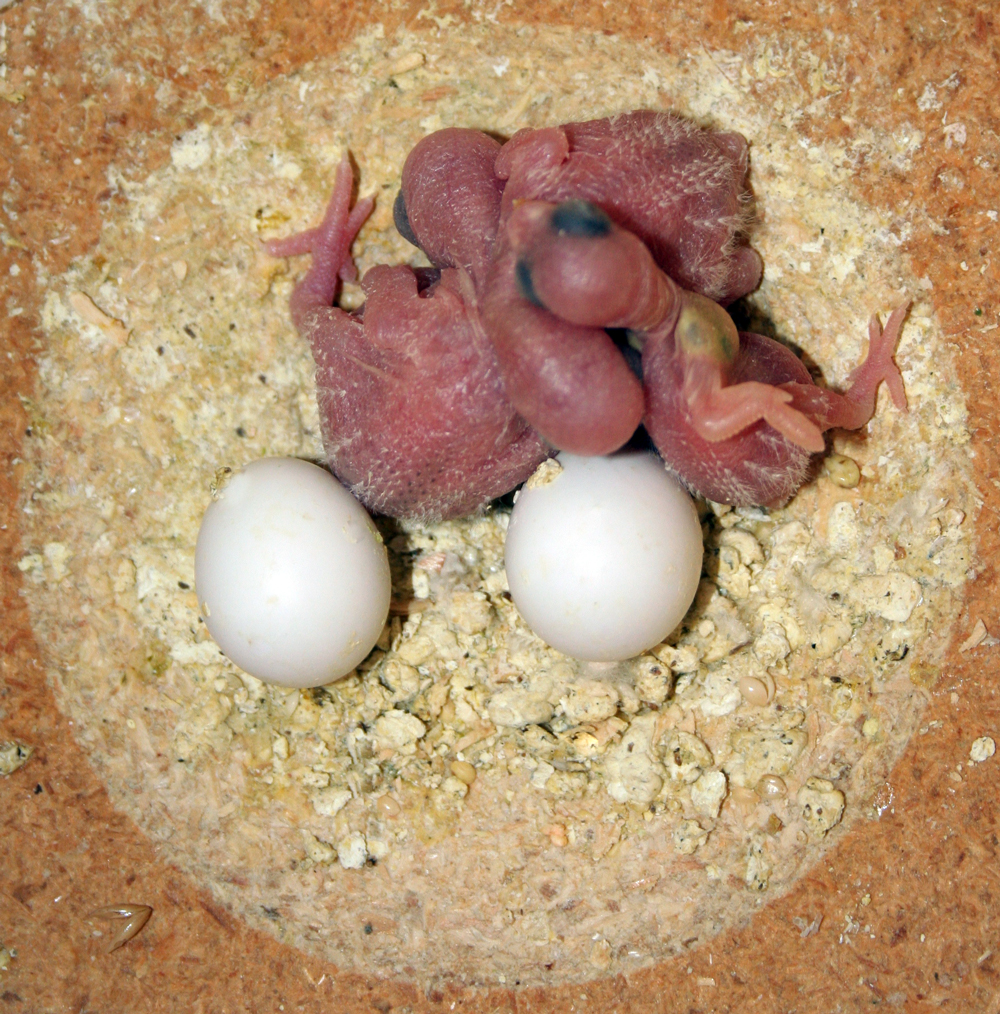
Pisklęta i jaja w skrzynce lęgowej

Okres lęgowy w północnej części zasięgu trwa od czerwca do września, w południowej – od sierpnia do stycznia; papużki faliste mogą jednak gniazdować o każdej porze roku, zależnie od opadów. Papużki faliste gniazdują w dziuplach drzew lub w leżących na ziemi kłodach, a na Florydzie także w budkach lęgowych. Mogą gniazdować kolonijnie. W zniesieniu od 4 do 8 jaj; skorupka biała. Inkubacja trwa około 18 dni. Wysiaduje jedynie samica, karmiona jest przez samca. Młode są w pełni opierzone po 5 tygodniach. W wieku 3–4 miesięcy osiągają dorosłe upierzenie. Samce są zdolne do produkcji nasienia po około 60 dniach od opuszczenia gniazda.

## Hodowla

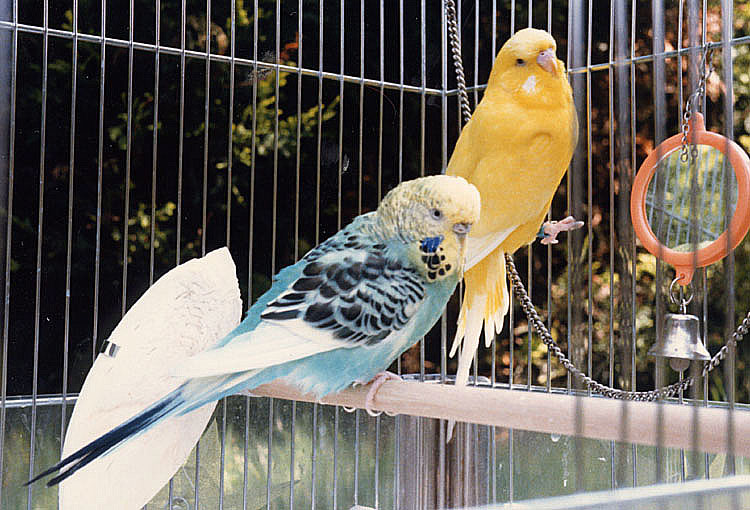
Pierwszymi odmianami barwnymi papużek falistych była żółta i niebieska (tu - paraniebieski szek)

Po raz pierwszy papużki faliste pojawiły się w Europie w 1840, w Anglii (sprowadzone zostały przez Johna Goulda) i przez kolejne 20 lat rozprzestrzeniły się w hodowlach w pozostałych częściach Europy. Pierwsze odmiany barwne pojawiły się w latach 70. i 80. XIX wieku. Papużki faliste zyskały szeroką sympatię ze względu na pozorną łatwość w opiece. Nie jest to jednak prawdą – papugi te są jednymi z najbardziej wymagających i trudnych w utrzymaniu zwierząt domowych. W przeciwieństwie do kanarków czy ozdobnych gołąbków mają silne tendencje do niszczenia otoczenia, również mebli i ścian. Ponadto wykazują skłonności do nadmiernej i uciążliwej wokalizacji, a także zanieczyszczania okolic klatki resztkami pokarmu. Mimo wielu wad zazwyczaj łatwo się oswajają i pozwalają opiekunom na dotykanie się, preferując głowę i jej okolice. Przy właściwej opiece mogą przeżyć w niewoli około 15–20 lat. Ze względu na ich dużą towarzyskość nie należy trzymać papużek pojedynczo, jest to krzywdzące dla ich psychiki i może objawiać się różnego rodzaju zaburzeniami – apatią, niechęcią lub nawet agresją w stosunku do opiekuna. Właściwym pokarmem podstawowym dla papużek falistych jest odpowiednio dobrana mieszanka ziaren, która powinna zawierać proso, kanar, proso senegalskie, proso japońskie, owies i niewielką ilość nasion oleistych; podawać można również dzikie trawy, bardziej wartościowe od gotowych mieszanek. Gotowe mieszanki sklepowe dla papużek falistych nierzadko zawierają zbyt duży odsetek tłustych nasion. Poza ziarnem papużki muszą codziennie otrzymywać owoce i warzywa – podobnie jak inne australijskie papugi, najchętniej jedzą dziko rosnącą zieleninę taką jak gwiazdnica, mniszek lekarski, babka lancetowata, gałęzie brzozy i wierzby wraz z liśćmi.

### Choroby
Papużki faliste mają skłonności do niedoczynności tarczycy.

### Mutacje
Pierwsze odmiany barwne papużek falistych to żółta i niebieska. W 2012 znano 28 odmian; według danych z 1997 (kiedy znano jeszcze mniej odmian) 7 jest sprzężonych z płcią i dziedziczonych recesywnie oraz autosomalne, 3 dziedziczone autosomalnie recesywnie, 9 autosomalnie dominująco, 6 w inny sposób. Występują wśród nich wyłącznie mutacje barwne lub polegające na pojawieniu się „czubka”. Podobnie jak u kanarków (Serinus canaria) „czubek” jest kręgiem sterczących piór rosnących na ciemieniu. Przy jego dziedziczeniu występuje dominacja niezupełna; homozygoty recesywne mają większe „czubki”, niż heterozygoty lub homozygoty dominujące.
W wyniku selektywnej hodowli stworzono również tzw. wystawowe papużki faliste. Są większe i cięższe niż normalnie zbudowane papużki faliste, pióra na czole i ciemieniu są dłuższe i bardziej rozwinięte, dzięki czemu częściowo zasłaniają oczy. Występują w wielu odmianach barwnych. U tych, u których obecne są czarne "perełki" występujące pod dziobem, są one większe i jest ich więcej w porównaniu do standardowych papużek. Wystawowe papużki faliste różnią się także swoim zachowaniem, zdają się być spokojniejsze i mniej aktywne. Ich długość życia jest krótsza niż osobników o naturalnej budowie ciała.

## Status
IUCN uznaje papużkę falistą za gatunek najmniejszej troski (LC, Least Concern) nieprzerwanie od 1988 roku. Trend liczebności populacji uznaje się za wzrostowy.